# Уайтфиш
Уайтфиш (на английски: Whitefish) е град в окръг Флатхед, щата Монтана, САЩ. Уайтфиш е с население от 7608 жители (2017) и обща площ от 11,5 km². Намира се на 923 m надморска височина. ЗИП кодът му е 59937, а телефонният му код е 406.